# Don Pedro
El Don Pedro (IMO: 8030295) fue un buque mercante de 110 metros de eslora de la naviera balear Iscomar, construido por los astilleros Astander de Santander, botado en 1984, y que se hundió el 11 de julio de 2007 cerca del puerto de Ibiza (España) tras chocar contra el islote "Es Daus". El buque, que para consumo propio estaba cargado con 150 toneladas de fuel-oil pesado, vertió parte del combustible al mar, a través de las grietas que de su hundimiento de formaron y creó una mancha de unos 4 kilómetros que afectó a las playas de Talamanca, Figueretas y playa d'en Bossa, y puso en peligro el parque natural de las Salinas.

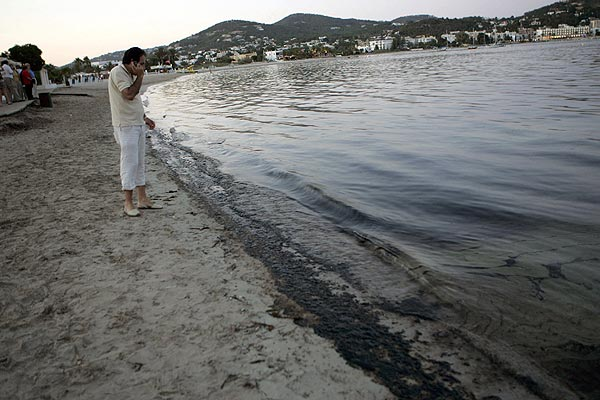
La playa de Talamanca fue una de las afectadas por los vertidos del buque.

En menos de dos semanas todas las playas se encontraban en perfecto estado, aunque los trabajos en el Don Pedro no habían cesado, ya que aún era necesario vaciar el depósito de abastecimiento del buque.
Actualmente este buque se encuentra en el fondo al lado del islote Es Daus, y se ha convertido, aparte de un sitio donde los peces y demás animales marinos viven, en un pecio que se ha acondicionado para los buceadores que deseen verlo.